# 비늘꼬리청서속
비늘꼬리청서속(Anomalurus)은 비늘꼬리청서과에 속하는 대형 설치류 속이다. 비늘꼬리청서아과(Anomalurinae)의 유일속으로 현존하는 4종으로 이루어져 있다.

## 하위 종
- 비크로프트청서 또는 비크로프트날다람쥐 (Anomalurus beecrofti)
- 더비경비늘꼬리청서 또는 더비경비늘꼬리날다람쥐 (Anomalurus derbianus)
- 펠청서 또는 펠날다람쥐 (Anomalurus pelii)
- 드워프비늘꼬리청서 또는 드워프비늘꼬리다람쥐 (Anomalurus pusillus)

비크로프트날다람쥐(Anomalurus beecrofti)는 단일속 Anomalurops으로 이동하여 분류하기도 하지만, 2005년 디터렌(Dieterlen)과 다른 저자들은 비늘꼬리청서속의 일부로 분류하고 있다.